# Adolf Facius

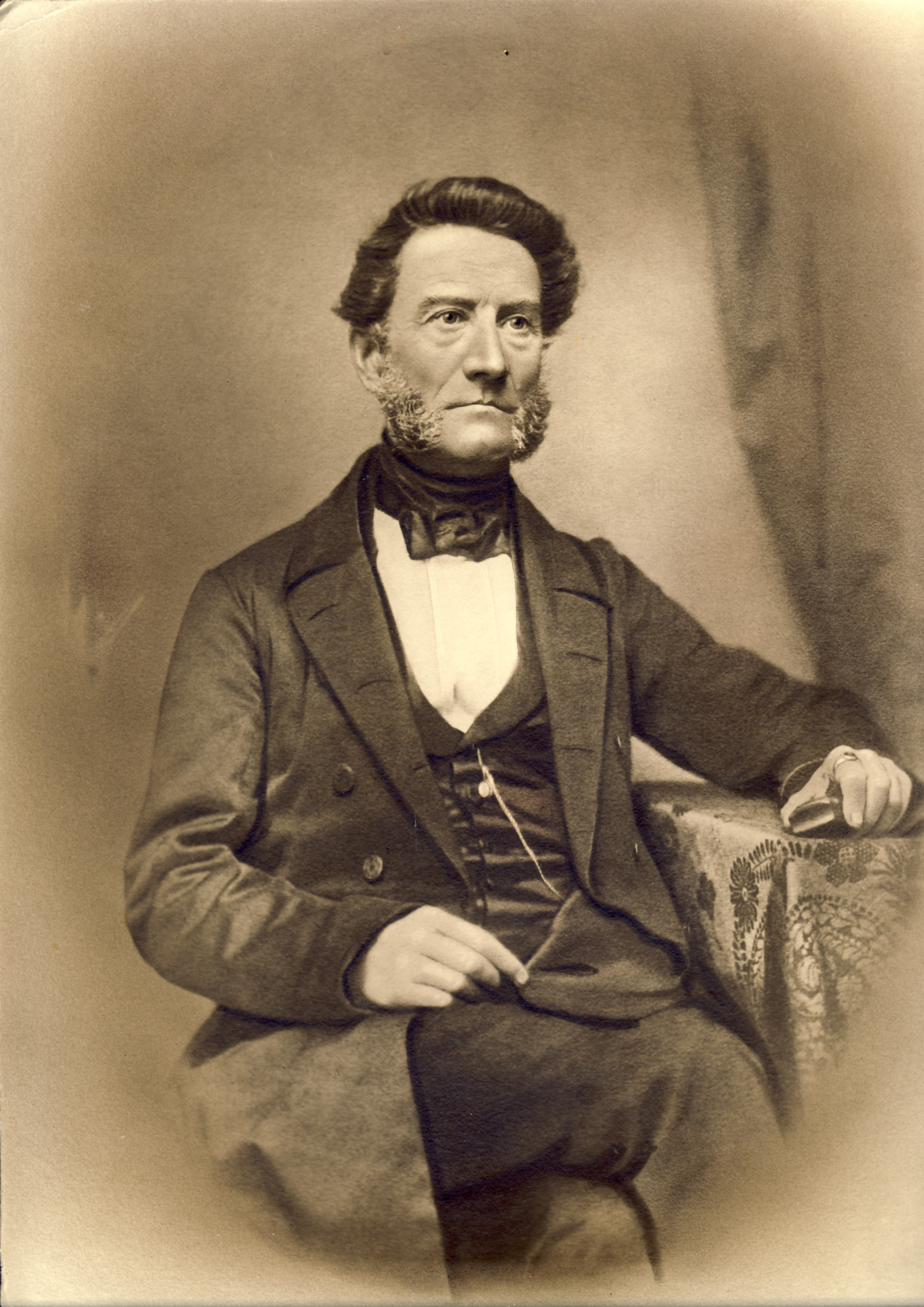
Adolf Facius, um 1850

Adolf Facius (* 16. Oktober 1803 in Weimar; † 17. Januar 1872 ebenda) war ein deutscher evangelischer Diakon, Lehrer und Begründer einer höheren Lehranstalt in Apolda.

## Leben und Wirken
Facius war als Diakon und als Lehrer an höheren Schulen tätig. 1834 übernahm er zusammen mit Friedrich Stier ein Privatinstitut in Jena. Später ging er nach Apolda und gründete Mitte des 19. Jahrhunderts hier ebenfalls eine höhere Lehranstalt, aus der die Großherzoglich-Sächsische Wilhelm- und Louis Zimmermann'sche Realschule hervorging, die danach zum Gymnasium wurde (später Geschwister-Scholl-Schule, siehe Apolda). In seiner Apoldaer Zeit entwarf er Mitte der 1850er Jahre für die damals aufblühende Stadt vermutlich das Stadtwappen, das heute noch im Gebrauch ist. Basis des Entwurfs war demnach das Wappen der  Adelsfamilie Vitztum.